# Luzerner Pensionskasse
Die Luzerner Pensionskasse (LUPK) mit Sitz in Luzern ist eine selbständige Schweizer Vorsorgeeinrichtung. Sie versichert das Personal des Kantons, von Gemeinden, von Institutionen, die öffentliche Aufgaben erfüllen, sowie die Mitarbeitenden der ihr angeschlossenen Arbeitgeber im Rahmen der 2. Säule.

## Geschichte
Die Luzerner Pensionskasse ging im Jahr 2000 aus dem Zusammenschluss der Kantonalen Pensionskasse Luzern und der Lehrerpensionskasse des Kantons Luzern hervor und ist eine öffentlich-rechtliche Anstalt mit eigener Rechtspersönlichkeit. Per Ende September 2024 waren ihr 67 Arbeitgebende mit insgesamt 29 300 aktiv Versicherten und 9400 Rentenbeziehenden angeschlossen. Die Vermögensanlagen beliefen sich auf 10,4 Milliarden Schweizer Franken.

## Rechtsgrundlagen
Die gesetzlichen Grundlagen bilden das Bundesgesetz über die berufliche Alters-, Hinterlassenen- und Invalidenvorsorge (BVG), das Bundesgesetz über die Freizügigkeit in der beruflichen Alters-, Hinterlassenen- und Invalidenvorsorge (Freizügigkeitsgesetz, FZG), die dazugehörigen Verordnungen sowie das Reglement der Luzerner Pensionskasse.

## Organisation
Oberstes Führungsorgan der Luzerner Pensionskasse ist der zwölfköpfige Vorstand. Dieser setzt sich aus sechs Arbeitgeber- sowie aus sechs Arbeitnehmervertretern zusammen und wird vom Regierungsrat des Kantons Luzern bzw. von der Versammlung der Versicherten jeweils für eine Amtsperiode von vier Jahren gewählt. Das operative Tagesgeschäft wird von der Geschäftsleitung geführt. Diese setzt sich zusammen aus dem Geschäftsführer und den Leitern Versicherung, Finanzen, Wertschriftenanlagen und Immobilien. Die Organisation beschäftigt 41 Mitarbeitende und 3 Lernende.

## Nachhaltigkeit
Die Luzerner Pensionskasse wurde Anfang 2019 als erste Pensionskasse der Schweiz vom unabhängigen Beratungs- und Forschungsunternehmen FE fundinfo (vormals CSSP/yourSRI) für eine vergleichsweise niedrige CO2-Intensität ihrer Wertschriftenanlagen zertifiziert, weitere Zertifizierungen erfolgten in den Jahren 2020, 2021 und 2022. Im Jahr 2023 wurde der LUPK von FE fundinfo bestätigt, dass ihre Aktien und Unternehmensobligationen eine um 43 % geringere CO2-Intensität aufweisen als ihre marktüblichen Benchmarks. Im Jahr 2024 wurde die LUPK erneut für eine überdurchschnittlich hohe ESG-Bewertung ihrer Wertschriftenanlagen zertifiziert. Die Aktien- und Obligationenanlagen der LUPK weisen eine um 6 % bessere ESG-Bewertung auf als die marktüblichen Referenzindizes. 
Im Jahr 2025 erstellt die LUPK ihren zweiten Nachhaltigkeitsbericht. 